# John Fairfield

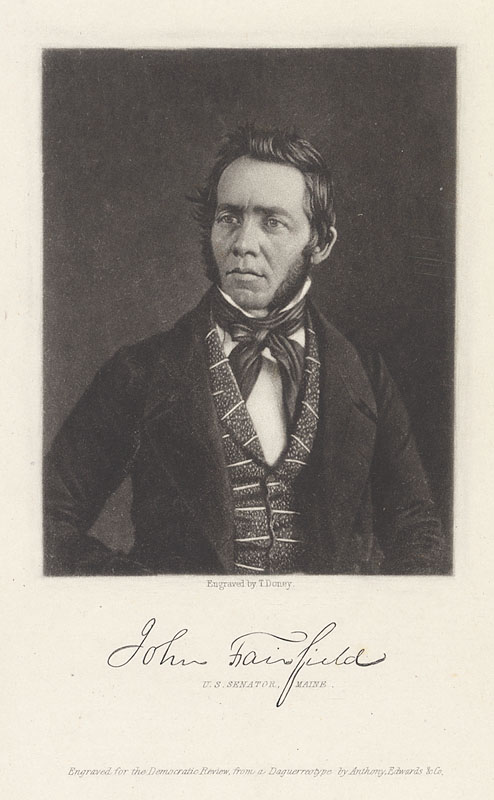
John Fairfield

John Fairfield (* 30. Januar 1797 in Saco, heutiges Maine, damals Massachusetts; † 24. Dezember 1847 in Washington, D.C.) war ein US-amerikanischer Politiker und von 1839 bis 1841 sowie nochmals von 1842 bis 1843 Gouverneur von Maine. Außerdem vertrat er diesen Bundesstaat in beiden Kammern des Kongresses.

## Frühe Jahre
John Fairfield besuchte die örtlichen Schulen seiner Heimat und dann das Bowdoin College. Nach einem anschließenden Jurastudium wurde er im Jahr 1826 als Rechtsanwalt zugelassen. Danach praktizierte er in seiner Heimatstadt Saco und später in Biddeford. Zwischen 1832 und 1835 war er als Protokollist beim Obersten Gerichtshof von Maine angestellt. Fairfield war Mitglied der Demokratischen Partei und wurde im Jahr 1835 in das Repräsentantenhaus der Vereinigten Staaten gewählt. Dort verblieb er bis 1838. Nachdem er im Jahr 1838 zum Gouverneur von Maine gewählt worden war, legte er sein Mandat im Kongress nieder.

## Gouverneur und Senator
Fairfield trat sein neues Amt am 2. Januar 1839 an. Das Repräsentantenhaus von Maine verhinderte im Jahr 1840 eine mögliche Wiederwahl, indem es mehrheitlich den Whig-Kandidaten Edward Kent, der auch Fairfields Amtsvorgänger war, zu dessen Nachfolger bestimmte. Fairfield schaffte aber 1841 und 1842 jeweils bei allgemeinen Wahlen den erneuten Sieg. In seiner Amtszeit spitzte sich der Grenzkonflikt im Nordosten derart zu, dass die Nationalgarde mobilisiert werden musste. Allerdings gelang es noch im Jahr 1842, den Konflikt durch den so genannten Webster-Ashburton-Vertrag endgültig beizulegen.
Als ein Sitz im US-Senat frei wurde und dieser an Fairfield vergeben wurde, trat dieser am 7. März 1843 vom Amt des Gouverneurs zurück. Er verbrachte den Rest seines Lebens als Senator im Kongress; dort war er Vorsitzender des Marineausschusses. John Fairfield verstarb am 24. Dezember 1847. Er war mit Anna Paine Thornton verheiratet, mit der er neun Kinder hatte.